# Stefano Garzelli
Stefano Garzelli, né le 16 juillet 1973 à Varèse en Lombardie, est un coureur cycliste italien professionnel de 1997 à 2013 devenu ensuite directeur sportif. Garzelli est un grimpeur, spécialiste des courses par étapes et des classiques vallonnées. Il a notamment remporté le Tour d'Italie 2000. En 2002, il a fait l'objet d'un contrôle antidopage positif à la probénécide, un produit masquant, ce qui lui a valu une suspension de neuf mois.

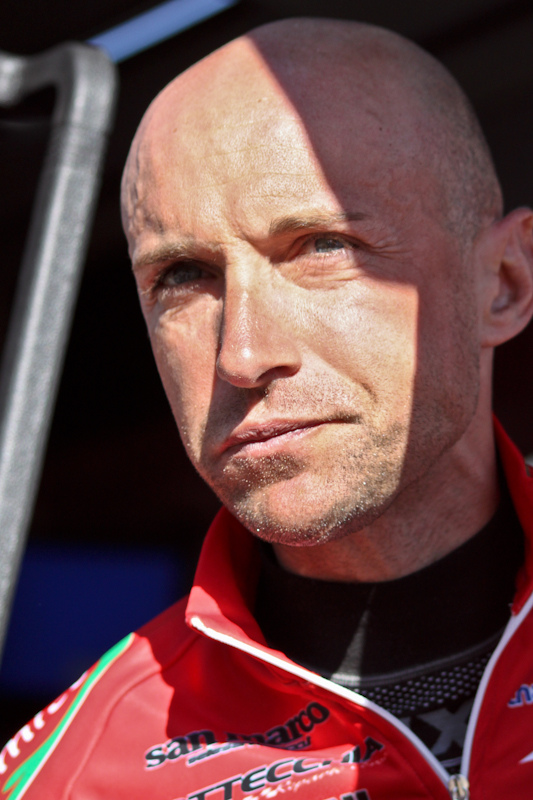
Stefano Garzelli lors du Tour d'Italie 2011

## Repères biographiques
Stefano Garzelli naît le 16 juillet 1973 à Varèse en Lombardie. Il commence le cyclisme à l'âge de dix ans à la Polisportiva Besanese.
Il réside actuellement à Mendrisio, dans le canton du Tessin en Suisse[réf. souhaitée].

## Carrière cycliste

### Début de carrière (1996-1999)

#### Victoire au Tour de Lombardie amateurs (1996)
Garzelli se fait repérer en 1996 alors qu'il court dans la catégorie espoirs : il termine cinquième du Tour de la vallée d'Aoste, glanant des places d'honneur lors de plusieurs étapes de montagne, et surtout remporte le Tour de Lombardie amateurs, dans sa région natale. Cette victoire achève de convaincre Giuseppe Martinelli, à l'époque membre de l'encadrement de l'équipe Carrera, qui forme alors l'équipe Mercatone Uno autour de Marco Pantani, de retour après une longue période d'absence consécutive à son accident survenu dans Milan-Turin en octobre 1995. Garzelli débute ainsi sa carrière professionnelle dans cette équipe aux côtés de Marco Pantani, surnommé Il Pirata. Rapidement, Stefano Garzelli, considéré parfois comme son successeur, devient Il Piratino.

#### Débuts réussis chez les professionnels (1997)
Dès sa première saison professionnelle, en 1997, Garzelli brille. Il obtient ainsi une 12e place au Tour de l'Etna. Il parvient à être sélectionné pour le Tour d'Italie dès cette année en effectuant des prestations convaincantes dans le Grand Prix du canton d'Argovie et dans Liège-Bastogne-Liège. Il devient rapidement leader de l'équipe Mercatone Uno sur le Giro 1997 après la chute de Pantani dès la première semaine dans la 8e étape Mondragone-Cava de Tirreni. Malgré le temps perdu ce jour-là pour attendre son leader malchanceux, il termine neuvième de l'épreuve, à 18 minutes et 8 secondes du vainqueur Ivan Gotti, après plusieurs places d'honneur obtenues dans les Dolomites, notamment une troisième place dans la 14e étape, décisive, entre Raconiggi et Breuil-Cervinia remportée par le futur vainqueur. Ensuite, il obtient une huitième place au Tour de Suisse, après avoir longtemps suivi Jan Ullrich sur la route montagneuse de Kandersteg. Il termine également meilleur grimpeur de ce Tour de Suisse.

#### Première grande victoire (1998)
1998 est l'année de la confirmation. Il entame le Tour d'Italie affaibli par une grippe contractée quelques jours avant le départ. Garzelli aide néanmoins son leader Marco Pantani à remporter le Giro. Dans l'étape de Selva Gardena qui permet à Pantani d'enfiler le maillot rose, Garzelli termine huitième. Il chute néanmoins dans la dernière étape de montagne, dans la descente du Crocedomini, et perd alors de précieuses minutes au classement général. Il termine finalement 21e de ce Tour d'Italie. Un mois plus tard, il s'impose de fort belle manière sur le Tour de Suisse, en présence de coureurs comme Jan Ullrich, Laurent Jalabert, Francesco Casagrande ou Bjarne Riis. Après une troisième place dans sa ville natale, Varèse, il s'empare du maillot de leader après avoir gagné deux étapes dans la station de Lenzerheide, la deuxième étant remportée devant l'italien Leonardo Piepoli, alors que selon ce dernier, Garzelli lui avait promis de lui laisser la victoire d'étape. Ce contentieux aura des conséquences un mois plus tard, dans l'étape du Plateau de Beille au Tour de France, au cours de laquelle Piepoli aidera Ullrich à chasser derrière Pantani, échappé et finalement vainqueur d'étape. Finalement, Garzelli montre qu'il est un coureur complet en résistant notamment à l'enfant du pays Beat Zberg dans le dernier contre-la-montre à Berne. Sur ce Tour de Suisse, Garzelli gagne également le classement du meilleur jeune et le classement du meilleur grimpeur.

#### Premier creux (1999)
Son année 1999 est moins concluante. Garzelli fait pourtant un très bon début de saison. Il s'impose au Grand Prix Miguel Indurain et dans une étape du Tour du Pays basque. Il termine également 3e de Tirreno-Adriatico, puis 4e de Milan-San Remo au sprint, après que son leader Pantani se fut échappé dans la Cipressa. Au cours de cette classique, Garzelli montre ainsi une nouvelle facette de son talent : sa capacité à réaliser de beaux sprints. Garzelli participe donc au Tour d'Italie avec de hautes ambitions. Mais sur cette épreuve, où il joue le rôle d'équipier de luxe pour Pantani, il est contraint à l'abandon la veille de l'arrivée, comme l'ensemble de son équipe, à la suite de l'exclusion du « Pirate » en raison d'un  hématocrite supérieur au plafond de 50 %. En juillet, en l'absence de Pantani, il participe au Tour de France comme leader mais ne parvient pas à y briller.

### La consécration (2000)
Garzelli commence la saison 2000 de la meilleure manière en terminant 7e de Milan-San Remo au sprint. Sa victoire au Tour d'Italie, en juin 2000, est la confirmation définitive de son talent. 

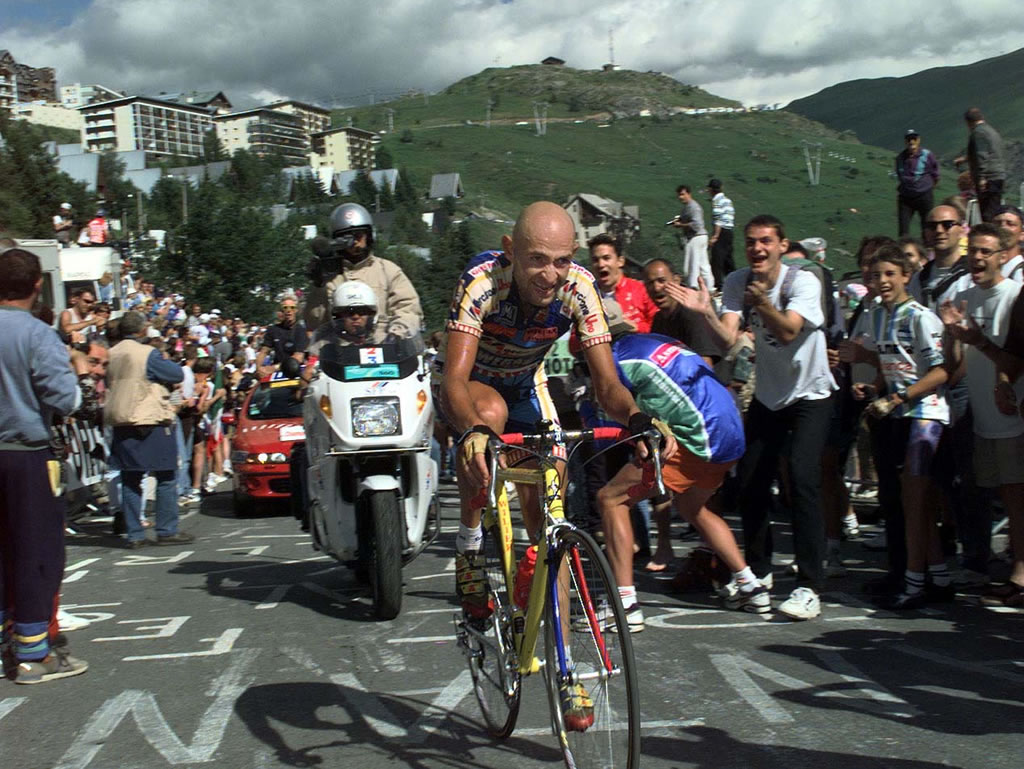
Marco Pantani, leader de Garzelli à la Mercatone Uno entre 1997 et 2000

 Garzelli entame l'épreuve avec un statut ambigu. Au sein de son équipe Mercatone Uno, il paraît être en mesure de jouer pour la première fois le rôle de leader. Néanmoins, le retour de Pantani, leader historique de cette équipe, un an après son expulsion à la veille de l'arrivée du Giro 1999, paraît fragiliser ce statut. Mais la méforme de Pantani en début de Giro lui facilite les choses. Le début du Tour d'Italie est largement dominé par l'Italien Francesco Casagrande, vainqueur un mois auparavant de la Flèche wallonne. Après une deuxième place dans l'étape de l'Abetone, remportée par Francesco Casagrande, Garzelli remporte une étape au sommet de Prato Nevoso, réglant l'ensemble des favoris au sprint. Puis, Garzelli s'accroche à la roue du maillot rose Francesco Casagrande lors de l'étape de Briançon, par-delà le col de l'Izoard, grâce à l'appui précieux de Marco Pantani, enfin de retour au plus haut niveau et qui termine deuxième de l'étape. Le lendemain, lors du dernier contre-la-montre à Sestrières, Garzelli parvient à déposséder Casagrande de sa première place en obtenant une troisième place. Il remporte ainsi le Giro devant Casagrande, qui finit à une minute et vingt-sept secondes, et Simoni, qui finit à une minute et trente-trois secondes. 
Garzelli participe ensuite au Tour de Suisse dans l'espoir de rééditer son succès de 1998. Une défaillance au cours de la troisième étape l'empêche néanmoins de bien figurer au classement général. Garzelli remporte finalement l'étape-reine à La Punt ainsi que le classement du meilleur grimpeur. Une chute et une irritation à la selle le contraignent cette année-là à arrêter sa saison plus tôt que prévu.
Garzelli conclut l'année à la 14e place du classement UCI.

### Passage mitigé chez Mapei (2001-2002)

#### Une année difficile (2001)
Soucieux de s'émanciper de la tutelle de Pantani, il rejoint la Mapei en 2001, équipe puissante, dont le patron, Giorgio Squinzi, est à la recherche d'un leader pour les grands tours. Après avoir remporté le Giro, Garzelli considère qu'il n'est plus possible pour lui de participer aux grandes courses dans les habits d'un gregario, fût-il de luxe, de Marco Pantani.
Garzelli se prépare au Giro en participant à la Semaine catalane et au Tour du pays basque, dont il gagne le premier tronçon de la cinquième étape, première victoire avec sa nouvelle équipe. Il remporte également le Grand prix du commerce et de l'industrie à Larciano. Leader de son équipe sur le Giro, Garzelli fait un bon début de course en terminant 3e de l'étape arrivant au sommet de Montevergine. Il doit ensuite abandonner en raison d'une grippe. Après une nouvelle victoire d'étape en montagne au Tour de Suisse, il participe au Tour de France. Peu à l'aise dans les Alpes, Garzelli réalise de bonnes performances dans les Pyrénées, mais ne parvient qu'à accrocher une quatorzième place au classement général.

#### Les problèmes de dopage (2002)
En 2002, il réalise un bon début de saison. Dans Liège-Bastogne-Liège, son équipe Mapei domine largement le peloton. Garzelli semble être le plus fort ce jour-là. Il s'échappe dans le final avec son coéquipier Paolo Bettini auquel il ne dispute que mollement la victoire au sprint. Il finit ainsi deuxième de Liège-Bastogne-Liège derrière son coéquipier. Bettini rend alors hommage à son coéquipier et l'assure de son soutien pour le Tour d'Italie. 
Garzelli confirme son excellente forme en remportant le Grand prix de Camaiore en battant au sprint Giuliano Figueras et Francesco Casagrande.
L'esprit de Garzelli est déjà tourné vers son grand objectif de la saison : le Tour d'Italie. À la tête de l'équipe Mapei, il remporte deux étapes, dont une en Belgique, sur les routes de Liège-Bastogne-Liège. Mais il est ensuite contrôlé positif au probénécide, un produit masquant figurant sur la liste des produits interdits, alors qu'il porte le maillot rose de leader. Il invoque alors l'ingestion d'un poulet avarié. Il est exclu de la course, puis suspendu 9 mois par la fédération suisse à laquelle il est affilié.

### Le retour (2003-2006)

#### Retour réussi au Giro (2003)
Le contrôle positif de Garzelli invite le patron de la Mapei, Giorgio Squinzi, à se retirer du cyclisme. Garzelli rejoint alors une formation moins prestigieuse, l'équipe Vini Caldirola-Sidermec, habituée à accueillir les champions de retour de suspension. De retour le 24 avril 2003, il remporte sa première course : la première étape, en montagne, du Tour du Trentin, entre Arco et Moena.Luca Gialanella. Deuxième de la deuxième étape du Tour du Trentin, Garzelli termine également deuxième du classement général de cette épreuve, à seulement sept secondes de Gilberto Simoni, annonçant ainsi ses ambitions pour le Giro.
Il réalise ensuite un grand Tour d'Italie : il remporte d'abord la troisième étape entre Policoro et Terme Luigiane, qui s'achève dans un sprint en côte. Vient ensuite l'arrivée au sommet de Terminillo, station des Apennins au cours de la septième étape. Garzelli résiste aux attaques de Gilberto Simoni et remporte l'étape au sprint devant ce dernier et le vétéran Andrea Noe. Il enfile le maillot rose ce jour-là. Néanmoins, au sein de sa modeste équipe, il ne peut s'appuyer sur des coureurs de très haut niveau pour l'épauler face à Gilberto Simoni. Seul l'Italien Eddy Mazzoleni peut l'aider en montagne. Garzelli ne conserve donc le maillot rose que trois jours. Lors de la 10e étape entre Montecatini et Faenza, Simoni attaque et trouve le soutien de Kurt Asle Arvesen, finalement vainqueur de l'étape. Garzelli, isolé dans un groupe avec notamment Mazzoleni et Pantani, ne parvient pas à refaire son retard. Ses espoirs de victoire sont définitivement anéanties après sa chute avec Marco Pantani dans la descente du col du Sampeyre au cours de la dix-huitième entre Santuare di Vicoforte et Chianale. Il finit deuxième au classement général final à 7 minutes et six secondes du vainqueur Gilberto Simoni et seulement cinq secondes devant le troisième Yaroslav Popovych.
Garzelli participe ensuite au Tour de France. Il est néanmoins victime d'une bronchite au moment du passage des Alpes. Après s'être fait remarquer dans l'étape de l'Alpe-d'Huez, où il remporte le Trophée Henri Desgrange au col du Galibier, Garzelli est contraint à l'abandon.

#### Saison correcte et première sélection chez les Azzurri (2004)
En 2004, Garzelli réalise un bon début de saison, avec notamment une victoire au classement général du Tour d'Aragon et une victoire d'étape au Tour de Romandie. Il est ensuite sixième du Giro, à 5 minutes et 32 secondes du vainqueur Damiano Cunego, après avoir remporté l'étape-reine entre Bormio et Pizzo della Presolana, par-delà le col du Mortirolo. Son équipe n'étant pas sélectionnée pour le Tour de France, Garzelli participe au Tour d'Espagne, qu'il termine onzième et premier coureur non-espagnol. Ces performances cette année-là lui permettent d'être sélectionné pour le championnat du monde sur route.

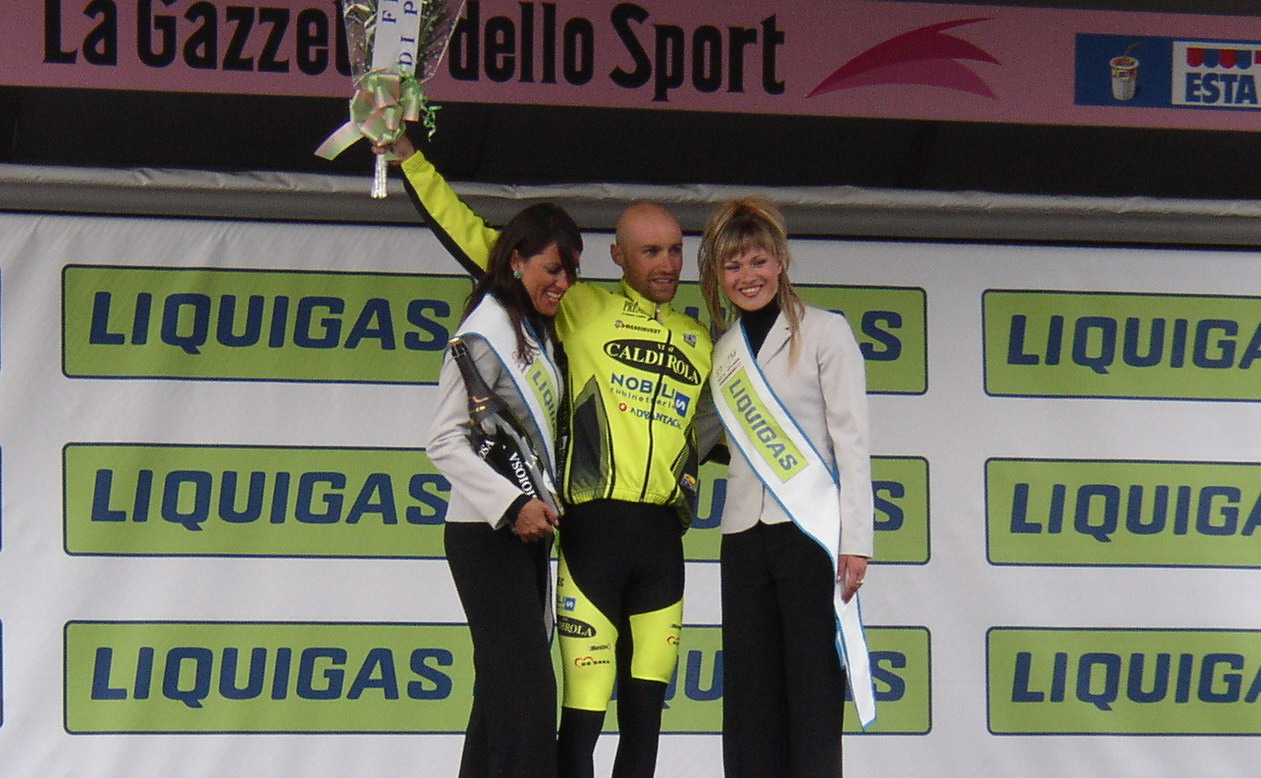
Garzelli après sa victoire dans la du Tour d'Italie 2004

#### Nouvelle équipe (2005)
En 2005, il rejoint la nouvelle équipe Liquigas-Bianchi aux côtés de Danilo di Luca, Franco Pellizotti ou encore Dario David Cioni. Après de bonnes performances en début de saison (vainqueur du classement par points du Tour de Romandie), Garzelli doit abandonner le Tour d'Italie après une chute. Cet abandon le conduit à modifier son programme: il participe donc au Tour de France, mais n'y obtient aucun résultat probant. Garzelli sauve néanmoins sa saison par de bonnes performances en fin de saison : victoire dans la semi-classique italienne des Trois vallées varésines, 2e place au Trophée Melinda, 4e place à la Clasica San Sebastian, 6e place au Tour du Latium.

#### Nouveau programme (2006)
2006 marque un changement majeur pour l'Italien : pour la première fois de sa carrière, il renonce à participer au Tour d'Italie. Son début de saison est probant, avec une sixième place à Milan-San Remo (après une attaque dans la Cipressa). À la surprise générale, Garzelli remporte ensuite, le 1er mai, le GP de Francfort, en battant, dans un sprint en montée (1 km à 4 %), des spécialistes comme Ciolek, Hondo ou Zabel. Garzelli confirme enfin sa bonne forme par une victoire d'étape dans le Tour du Luxembourg. 
Vient ensuite son grand objectif de la saison, le Tour de France, où il ne parvient pas à briller, malgré quelques belles performances en montagne. En particulier, il s'échappe dans l'étape de l'Alpe-d'Huez et termine troisième de l'étape derrière Fränk Schleck et Damiano Cunego après avoir franchi en tête le col de l'Izoard. Cette performance lui vaut le prix de la combativité de l'étape. 
Au mois d'août, Garzelli profite de la forme acquise sur le Tour. Il manque d'abord de très peu la victoire au sprint lors de la Clasica San Sebastian en terminant deuxième derrière Xavier Florencio. Ensuite, il brille sur les semi-classiques italiennes : nouvelle victoire aux Trois vallées varésines et au Trophée Mélinda, cinquième du Tour de Latium. Malgré ces performances, Garzelli ne parvient pas à être sélectionné pour le Championnat du monde par le sélectionneur italien Franco Ballerini.

### Acqua e Sapone (2007-2012)

#### Nouvelle partition au Giro (2007)
En 2007, Garzelli quitte le ProTour et l'effectif pléthorique de Liquigas pour rejoindre l'équipe continentale professionnelle Acqua & Sapone, dirigée par Palmiro Masciarelli. Moins complète que l'équipe Liquigas, cette équipe permet néanmoins à Garzelli de jouer le rôle de leader unique et de disposer d'un effectif entier à son service. S'estimant trop faible cette année pour jouer le classement général du Tour d'Italie 2007, Garzelli adopte une nouvelle stratégie. Il se glisse dans des échappées et parvient à accrocher deux victoires d'étapes : la première, à Bergame (14e étape), en devançant Gilberto Simoni, la deuxième à Lienz (16e étape), au terme d'une chevauchée solitaire de quarante kilomètres. Cette année-là, il remporte également une étape du Tour de Slovénie et une étape du Tour du Trentin.

#### Difficultés (2008)
Sa saison 2008 est plus terne. Son équipe Acqua & Sapone n'est pas sélectionnée pour le Tour d'Italie. Les organisateurs invoquent alors la politique antidopage trop laxiste de l'équipe. Garzelli est ainsi contraint de s'illustrer dans des courses de second rang (victoires d'étape au Tour des Asturies notamment). En fin de saison, il n'est pas sélectionné par Franco Ballerini pour participer aux championnats du monde qui se déroulent dans sa ville natale, à Varèse. Il remporte néanmoins le Grand Prix de Wallonie ainsi que deux étapes du Tour du Trentin et deux étapes du Tour des Asturies. Il termine l'année à la deuxième place du classement individuel de l'UCI Europe Tour.

#### Retour sur leGiro(2009)
Garzelli commence sa saison par une deuxième place sur Tirreno-Adriatico. Il participe au Tour du Trentin, qu'il termine en quatrième position après plusieurs bonnes performances en montagne. L'année 2009 marque surtout son retour sur le Tour d'Italie. Lors du Giro, Garzelli suit les meilleurs en montagne et termine cinquième du classement général (à la suite des déclassements de Danilo di Luca, initialement deuxième, et de Franco Pellizotti,initialement troisième), à 8 minutes 43 du vainqueur Denis Menchov. Il remporte également le maillot vert de meilleur grimpeur et termine troisième du classement par points. Les nombreuses échappées qu'il réalise lui valent également le prix de Super combatif. Une mésentente avec son ancien coéquipier Danilo Di Luca, finalement déclassé pour contrôle antidopage positif, l'empêche de remporter une étape cette année-là.

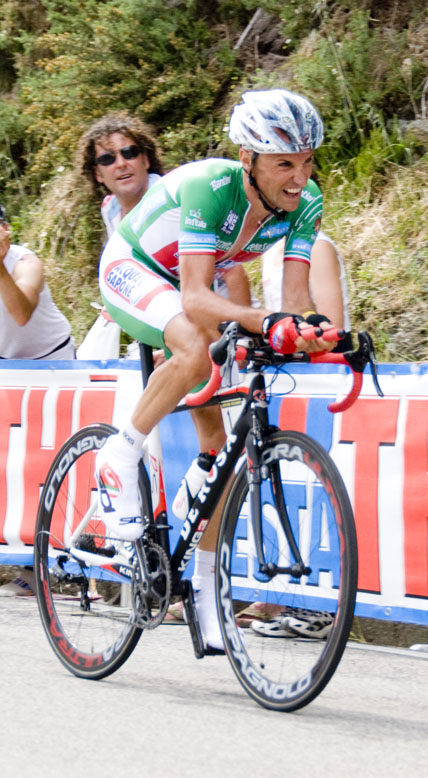
Stefano Garzelli dans le contre-la-montre des Cinque Terre au Tour d'Italie 2009

Il est sélectionné pour le championnat du monde qui se déroule dans la ville où il réside, à Mendrisio, au Tessin en Suisse, non loin de l'Italie. Une grippe le contraint ensuite à écourter sa saison. Il ne parvient pas à remporter de victoire cette année-là mais prouve qu'à trente-six ans, il possède encore de belles ressources.

#### Victoire sur Tirreno-Adriatico (2010)
En 2010, son premier grand objectif est Tirreno-Adriatico. Après avoir terminé deuxième de cette course par étapes en 2009 derrière Michele Scarponi, Garzelli veut inverser la tendance. Scarponi semble être le meilleur en début d'épreuve : lors de la quatrième étape qui s'achève à Chieti, ce dernier s'impose, alors que Garzelli termine quatrième à 14 secondes. Au classement général, Garzelli se retrouve avec 24 secondes de retard sur Scarponi. Lors de l'étape suivante, qui s'achève à Colmurano, Garzelli commence à grignoter son retard. Il attaque dans la côte finale, et bien que battu par Gasparotto, reprend 14 secondes à Scarponi (huit d'écart à l'arrivée et six de bonifications). Garzelli attaque encore lors de l'étape suivante et finit encore deuxième. Cette fois, il n'a plus que deux secondes de retard sur Scarponi. Finalement, après avoir glané des bonifications dans la dernière étape, Garzelli remporte sur le fil le Tirreno-Adriatico à l'addition des places à l'arrivée, étant classé dans la même seconde que son dauphin, Michele Scarponi. Garzelli remporte également le classement par points de l'épreuve.
Garzelli confirme ensuite sa forme dans Milan-San Remo. Dans l'ascension du Poggio qui précède l'arrivée, l'Italien mène le peloton pendant plusieurs hectomètres à un rythme soutenu, afin de favoriser les desseins de son coéquipier Luca Paolini. La tactique ne s'avère néanmoins pas payante puisque Paolini ne finit que 10e de la classique italienne.
Après une coupure d'un mois environ, Garzelli poursuit sa préparation pour le Giro en participant au Tour du Trentin. Il termine d'abord deuxième de la première étape contre-la-montre, derrière le Kazakh Alexandre Vinokourov. Mais dès la deuxième étape, Garzelli subit une défaillance. Il abandonne finalement l'épreuve italienne au cours de la quatrième étape.
Garzelli participe ensuite à Liège-Bastogne-Liège, classique au cours de laquelle l'Italien se montre à son avantage, pour finalement obtenir une dix-huitième place.
Lors du Tour d'Italie, il fait partie des favoris. Garzelli assume ce statut pendant les dix premiers jours de course, évitant les cassures et les chutes lors des premières étapes aux Pays-Bas et obtenant plusieurs places d'honneur (sixième à Montalcino lors de la septième étape, septième au Terminillo lors de la huitième étape, quatrième à Poro Recanati lors de la douzième étape). Il perd cependant toute chance de bien figurer au classement général lors de la quatorzième étape où il perd près de 19 minutes sur le vainqueur de l'étape Vincenzo Nibali, se retrouvant à près de 28 minutes du leader David Arroyo. Visant alors les étapes, il est récompensé par une victoire lors du contre-la-montre en côte du Plan de Corones. À l'attaque lors de la dix-neuvième étape, il chute cependant dans la descente du Mortirolo, ce qui provoque son abandon le lendemain dans l'étape de Gavia.
Après trois semaines de repos, Garzelli reprend l'entraînement dans la perspective des classiques de fin saison, notamment le Tour de Lombardie. Après une participation au Tour de Burgos, Garzelli se présente au départ des Trois vallées varésines, course qu'il a déjà remporté à deux reprises. Pendant la course, il chute lourdement et doit abandonner. « Je n’ai aucun souvenir de ce qui s’est passé. Je sais juste que j’ai pris la barrière de plein fouet et que j’ai fait un vol plané. D’après ce que m’ont dit mes coéquipiers qui me suivaient, le coureur qui me précédait a heurté la barrière avec son bras, ce qui l’a déplacée de telle sorte que je me la suis prise en pleine figure. » Le bilan est éloquent :  traumatisme crânien, traumatisme facial, fracture de la pommette gauche, entaille de deux centimètres à l’arcade sourcilière gauche, luxation du pouce gauche et contusions au bras gauche. Prenant acte de la gravité de ses blessures, l'Italien décide de mettre un terme à sa saison.

#### Dernières performances sur le Giro (2011)
Garzelli fait un début de saison relativement discret : sur Tirreno-Adriatico dont il est le tenant du titre, il ne parvient pas à rééditer sa performance. Garzelli ne s'aligne pas ensuite sur Milan-San Remo, course dont il a pourtant souvent terminé dans le top 10. Garzelli apparaît néanmoins en forme au Tour d'Italie. Certes incapable de jouer le classement général, l'Italien fait figure de grand animateur de la course. Il termine notamment quatrième au sommet du Montevergine di Mercogliano, troisième au sommet de l'Etna. Sur l'étape-reine du Giro, à Val di Gardeccia, par delà le passo di Fedaia et le passo di Giau, Garzelli parvient à accrocher l'échappée du jour, pour finalement s'en extirper et faire la course en tête. L'Italien est néanmoins repris par l'Espagnol Mikel Nieve dans la dernière ascension avant d'être lâché par celui-ci. Il termine deuxième de l'étape et endosse le maillot vert de meilleur grimpeur. L'Italien termine également cinquième du contre-la-montre en côte du Nevagal. Sans remporter d'étape, Garzelli obtient à Milan le maillot vert de meilleur grimpeur qui récompense son comportement offensif. C'est la deuxième fois, après le Giro 2009, que Garzelli emporte ce classement. À l'arrivée à Milan, Garzelli, satisfait de ses performances, annonce qu'il participera au Giro 2012.

### Fin de carrière de coureur puis reconversion
Acqua & Sapone arrête son sponsoring en fin d'année 2012. Stefano Garzelli s'engage en 2013 pour un an dans l'équipe continentale professionnelle Vini Fantini-Selle Italia dans l'objectif de disputer les classiques ardennaises ainsi que le Tour d'Italie sous réserve que son équipe soit invitée sur ces courses. Ce n'est pas le cas sur les courses ardennaises mais ça l'est sur le Giro où il termine 108e. Le 23 août, Garzelli dispute sa dernière course en tant que professionnel lors des Trois vallées varésines. En décembre 2013, Garzelli devient pour une saison directeur sportif de la formation italienne, dont le nom devient Yellow Fluo puis Neri Sottoli. En 2014, il est également commentateur pour RAI Sport.
Il ouvre par la suite une école de cyclisme, pour enseigner les bases du vélo aux enfants de 4 à 13 ans.

## Style
Garzelli est un coureur polyvalent, capable de briller aussi bien sur les courses d'un jour que sur les courses par étapes. Cette polyvalence est liée à sa capacité à défendre ses chances dans toutes les configurations de course. En montagne, il se caractérise par un style régulier, sans à-coup, à l'inverse d'un Marco Pantani qui procédait par violentes accélérations successives.  
Si Garzelli grimpe, il sait aussi sprinter : rapide, il est capable de régler de petits groupes au sprint, ce qui lui a permis de remporter un certain nombre de courses d'un jour en battant parfois de grands sprinters (comme Alessandro Petacchi ou Danilo Hondo à l'arrivée du Grand prix de Francfort 2006). Enfin, lorsqu'il est en grande forme, il est capable de réaliser de belles performances contre-la-montre. Il a ainsi terminé 3e du dernier contre-la-montre du Tour d'Italie 2000 à Sestrières et 3e du contre-la-montre du Tour d'Italie 2009 à Cinque Terre, avant de remporter le contre-la-montre en côte du Plan de Corones lors du Tour d'Italie 2010.
Au-delà de cette polyvalence, la réputation de Garzelli s'est principalement forgée sur les courses par étapes. Depuis le début de sa carrière, il a à chaque fois fait d'un des trois grands tours l'objectif majeur de sa saison. La plupart du temps, il a axé sa saison sur le Tour d'Italie, sauf en 2006, où il s'est focalisé sur le Tour de France. 
Au fil des années, sa stratégie dans  le Tour d'Italie a évolué. Si l'Italien se concentrait initialement sur le classement général, il s'est métamorphosé à partir de 2007 en chasseur d'étapes, renonçant soit d'emblée, comme en 2007, soit en cours d'épreuve, comme en 2010, à lutter pour le classement général. Cette stratégie s'est avérée payante, puisqu'elle lui a permis de remporter deux étapes en 2007 et une étape en 2010.

## Palmarès

### Palmarès amateur
| - 1991 - Cirié-Pian della Mussa - 1992 - Trofeo Quintino Broglia Marzé - 1994 - Coppa d'Argento Giovanni Brunero - 3e de Cirié-Pian della Mussa | - 1995 - Trophée Serafino Biagioni - 1996 - Tour de Lombardie amateurs - 3e du Giro delle Valli Bresciane |  |

### Palmarès professionnel
| - 1997 - 8e du Tour de Suisse - 9e du Tour d'Italie - 1998 - Tour de Suisse : - Classement général - 4e et 5e étapes - 3e du Grand Prix de Francfort - 1999 - Grand Prix Miguel Indurain - 3e étape du Tour du Pays basque - 3e de Tirreno-Adriatico - 3e d'À travers Lausanne - 4e de Milan-San Remo - 2000 - Tour d'Italie : - Classement général - 18e étape - 8e étape du Tour de Suisse - 4e étape de la Semaine cycliste lombarde - Grand Prix Nobili Rubinetterie - Memorial Fabio Casartelli - 2e du Grand Prix du canton d'Argovie - 7e de Milan-San Remo - 2001 - 5ea étape du Tour du Pays basque - Grand Prix de l'industrie et de l'artisanat de Larciano - 7e étape du Tour de Suisse - 6e de la Classique de Saint-Sébastien - 2002 - 2e et 5e étapes du Tour d'Italie - Grand Prix de l'industrie et de l'artisanat de Larciano - 2e de Liège-Bastogne-Liège - 9e du Tour du Pays basque - 2003 - 1re étape du Tour du Trentin - 3e et 7e étapes du Tour d'Italie - 2e du Tour d'Italie - 2e du Tour du Trentin - 2004 - Classement général du Tour d'Aragon - 2e étape du Tour de Romandie - 19e étape du Tour d'Italie - 6e du Tour d'Italie | - 2005 - Trois vallées varésines - 2e du Trophée Melinda - 4e de la Classique de Saint-Sébastien - 2006 - Grand Prix de Francfort - 4e étape du Tour de Luxembourg - Trois vallées varésines - Trophée Melinda - 2e de la Classique de Saint-Sébastien - 7e de Milan-San Remo - 2007 - 3e étape du Tour du Trentin - 14e et 16e étapes du Tour d'Italie - 2e étape du Tour de Slovénie - 2008 - 2e et 4e étapes du Tour du Trentin - 2ea et 3e étapes du Tour des Asturies - Grand Prix de Wallonie - 2e du Tour de Murcie - 2e de la Semaine internationale Coppi et Bartali - 2e du Trophée Melinda - 2e du Tour du Trentin - 3e de la Subida al Naranco - 3e de la Coppa Sabatini - 8e du Tour de Lombardie - 2009 - Tour d'Italie : - Classement de la montagne - 4e et 17e étapes - 2e du Trophée Melinda - 2e du Tirreno-Adriatico - 3e du Tour de la province de Grosseto - 3e du Clásica de Almería - 5e du Tour d'Italie, - 2010 - Classement général de Tirreno-Adriatico - 16e étape du Tour d'Italie (contre-la-montre en côte) - 2011 - Classement de la montagne du Tour d'Italie |  |

### Résultats sur les grands tours

#### Tour de France
5 participations
- 1999 : 32e
- 2001 : 14e
- 2003 : non-partant (10e étape)
- 2005 : 32e
- 2006 : 55e

#### Tour d'Italie
14 participations
- 1997 : 9e
- 1998 : 21e
- 1999 : abandon
- 2000 :  Vainqueur du classement général, vainqueur de la 18e étape,  maillot rose deux jours
- 2001 : non-partant (14e étape)
- 2002 : exclu de la course (9e étape), vainqueur des 2e et 5e étapes,  maillot rose pendant 4 jours
- 2003 : 2e, vainqueur des 3e et 7e étapes,  maillot rose pendant 4 jours.
- 2004 : 6e, vainqueur de la 19e étape
- 2005 : non-partant (13e étape)
- 2007 : 16e, vainqueur des 14e et 16e étapes
- 2009 : 5e[41],[42],  vainqueur du classement de la montagne, vainqueur des 4e[39] et 17e étapes[40]
- 2010 : abandon (20e étape), vainqueur de la 16e étape (contre-la-montre)
- 2011 : 26e,  vainqueur du classement de la montagne
- 2013 : 108e

#### Tour d'Espagne
1 participation
- 2004 : 11e

### Championnats du monde
- 2004 : abandon
- 2009 : 71e

### Classements mondiaux
| Année                  | 2005 | 2006 | 2007 | 2008 | 2009 | 2010 | 2011 | 2012 | 2013  |
| ---------------------- | ---- | ---- | ---- | ---- | ---- | ---- | ---- | ---- | ----- |
| Classement ProTour     | 94e  | 51e  |      |      |      |      |      |      |       |
| Calendrier mondial UCI |      |      |      |      | 26e  | 38e  |      |      |       |
| UCI Europe Tour        |      |      | 131e | 2e   | 47e  | 786e | 637e | 181e | 1195e |